# Anthobiomorphus
Anthobiomorphus is een geslacht van kevers uit de familie van de kortschildkevers (Staphylinidae).

## Soorten
- Anthobiomorphus makranczyi Shavrin & Smetana, 2020[1]
- Anthobiomorphus rougemonti Shavrin & Smetana, 2020[1]